# Лос-Лагос (область)
Лос-Лагос (исп. Los Lagos) — административная область в центральной части Чили. Область учреждена в 1974 г., в соответствии с  Законом- Декретом (Decreto Ley Nº 575). Включает в себя 4 провинции и 30 коммун. До появления здесь испанцев (1549 г.) основное население региона составляли уильиче.
Территория — 48 583.6 км². Население — 828 708 человек (2017). Плотность населения — 17,06 чел./км²..
Административный центр — город Пуэрто-Монт.

## Расположение
Область граничит:
- на севере — область Лос-Риос
- на востоке — Аргентина
- на юге — область Айсен-дель-Хенераль-Карлос-Ибаньес-дель-Кампо
- на западе — Тихий океан

## География
Область можно разделить на 2 зоны, разделенных проливом Чакао. Северная зона, совпадающая с границами провинций Осорно и Льянкиуэ, находится в пределах долины между Береговой Кордильерой и Андами. В южной зоне геологическое продолжение этой долины покрыто морем, что порождает в том районе большое количество фьордов, заливов, проливов и островов. Архипелаг Чилоэ является продолжением Береговой Кордильеры в южной зоне.
Климат умеренный морской, среднегодовая температура колеблется в относительно узком диапазоне. Среднегодовое количество осадков высоко, от 1600 мм на побережье океана до 2500 мм на наветренных склонах Анд.
Регион изобилует реками и озерами. Крупнейшие реки – Петроуэ, Ельчо, Пуэло, Палена. Основной особенностью региона является большое количество озер (исп. Los Lagos – земля озер), наиболее крупные из них – Тодос-лос-Сантос, Льянкиуэ, Пуеуэ, Рупанко.
В области находится большое количество вулканов: Осорно, Кальбуко, Корковадо, Пунтиагудо и др.

## Демография
Согласно сведениям, собранным в ходе переписи 2017 г. Национальным институтом статистики (INE),  население области составляет:
| Полное население                         | Полное население                         | Полное население                         | Полное население                         | Полное население                         | 828 708 |
| ---------------------------------------- | ---------------------------------------- | ---------------------------------------- | ---------------------------------------- | ---------------------------------------- | ------- |
| в том числе:                             | Городское население                      | 610 033                                  | Процент городского населения, %          | 73.61                                    |         |
|                                          | Сельское население                       | 218 675                                  | Процент сельского населения, %           | 26.39                                    |         |
|                                          | Мужское население                        | 409 400                                  | Процент мужского населения, %            | 49.40                                    |         |
|                                          | Женское население                        | 419 308                                  | Процент женского населения, %            | 50.60                                    |         |
| Плотность населения, чел/км²             | Плотность населения, чел/км²             | Плотность населения, чел/км²             | Плотность населения, чел/км²             | Плотность населения, чел/км²             | 17,11   |
| Население региона в % к населению страны | Население региона в % к населению страны | Население региона в % к населению страны | Население региона в % к населению страны | Население региона в % к населению страны | 4.72    |

## Крупнейшие населённые пункты[5]
- Пуэрто-Монт — 175 938 чел. (2002)
- Осорно — 145 475 чел. (2002)
- Анкуд — 39 946 чел. (2002)
- Кастро — 39 366 чел. (2002)
- Пуэрто-Варас — 32 912 чел. (2002)

## Административное деление
| Административное деление области Лос-Лагос | Административное деление области Лос-Лагос | Административное деление области Лос-Лагос | Административное деление области Лос-Лагос |
| ------------------------------------------ | ------------------------------------------ | ------------------------------------------ | ------------------------------------------ |
| Провинция                                  | Адм. центр                                 | Коммуна                                    |                                            |
| 1. Чилоэ                                   | Кастро                                     | 1. Анкуд                                   |                                            |
| 1. Чилоэ                                   | Кастро                                     | 2. Кастро                                  |                                            |
| 1. Чилоэ                                   | Кастро                                     | 3. Чончи                                   |                                            |
| 1. Чилоэ                                   | Кастро                                     | 4. Курако-де-Велес                         |                                            |
| 1. Чилоэ                                   | Кастро                                     | 5. Далькауэ                                |                                            |
| 1. Чилоэ                                   | Кастро                                     | 6. Пукельдон                               |                                            |
| 1. Чилоэ                                   | Кастро                                     | 7. Кейлен                                  |                                            |
| 1. Чилоэ                                   | Кастро                                     | 8. Кемчи                                   |                                            |
| 1. Чилоэ                                   | Кастро                                     | 9. Кельон                                  |                                            |
| 1. Чилоэ                                   | Кастро                                     | 10. Кинчао                                 |                                            |
| 2. Льянкиуэ                                | Пуэрто-Монт                                | 11. Кальбуко                               |                                            |
| 2. Льянкиуэ                                | Пуэрто-Монт                                | 12. Кочамо                                 |                                            |
| 2. Льянкиуэ                                | Пуэрто-Монт                                | 13. Фресия                                 |                                            |
| 2. Льянкиуэ                                | Пуэрто-Монт                                | 14. Фрутильяр                              |                                            |
| 2. Льянкиуэ                                | Пуэрто-Монт                                | 15. Льянкиуэ                               |                                            |
| 2. Льянкиуэ                                | Пуэрто-Монт                                | 16. Лос-Муэрмос                            |                                            |
| 2. Льянкиуэ                                | Пуэрто-Монт                                | 17. Маульин                                |                                            |
| 2. Льянкиуэ                                | Пуэрто-Монт                                | 18. Пуэрто-Монт                            |                                            |
| 2. Льянкиуэ                                | Пуэрто-Монт                                | 19. Пуэрто-Варас                           |                                            |
| 3. Осорно                                  | Осорно                                     | 20. Осорно                                 |                                            |
| 3. Осорно                                  | Осорно                                     | 21. Пуэрто-Октай                           |                                            |
| 3. Осорно                                  | Осорно                                     | 22. Пурранке                               |                                            |
| 3. Осорно                                  | Осорно                                     | 23. Пуеуэ                                  |                                            |
| 3. Осорно                                  | Осорно                                     | 24. Рио-Негро                              |                                            |
| 3. Осорно                                  | Осорно                                     | 25. Сан-Хуан-де-ла-Коста                   |                                            |
| 3. Осорно                                  | Осорно                                     | 26. Сан-Пабло                              |                                            |
| 4. Палена                                  | Чайтен                                     | 27. Чайтен                                 |                                            |
| 4. Палена                                  | Чайтен                                     | 28. Футалеуфу                              |                                            |
| 4. Палена                                  | Чайтен                                     | 29. Уалайуэ                                |                                            |
| 4. Палена                                  | Чайтен                                     | 30. Палена                                 |                                            |